# MediaFLO
MediaFLO foi uma tecnologia desenvolvida pela Qualcomm para transmitir áudio, vídeo e dados para dispositivos portáteis, como telefones celulares e televisores pessoais, usados para televisão móvel . Nos Estados Unidos, o serviço movido por essa tecnologia foi chamado de  FLO TV .
Os dados de transmissão transmitidos via MediaFLO incluem fluxos de áudio e vídeo ao vivo em tempo real, bem como clipes e shows programados de áudio e vídeo. A tecnologia também pode transportar dados de aplicativos de datacast do protocolo da Internet , como cotações do mercado de ações, resultados esportivos e relatórios meteorológicos . Comunicado à imprensa da Qualcomm sob Live Datacasting, 05 de abril de 2006.
No mês de  outubro ,em 2010, a Qualcomm anunciou que estava suspendendo novas vendas do serviço aos consumidores.   Em dezembro de 2010, a AT&T anunciou que comprará as licenças FCC da Qualcomm no 700 Banda MHz.  A FLO TV interrompeu o serviço em 27 de março de 2011.

## Tecnologia
O protocolo foi desenvolvido devido à ineficiência espectral inerente ao unicast de  vídeo full-motion de alta taxa para vários assinantes. Além disso, a televisão analógica tradicional e os sinais de televisão digital terrestre (DVB-T ) eram difíceis de implementar em dispositivos móveis, devido principalmente a problemas de consumo de energia. ATSC, usado somente pelo Estados Unidos e seus vizinhos, também tem dificuldade mesmo com recepção fixa devido a vários caminhos, e móvel ATSC-M / H (que é free-to-air do individuais estações de TV ) não foi finalizado até 2008.
Além disso a transmissão não precisa transmitir uma resolução tão alta quanto seria necessária para uma tela maior. Os streams MediaFLO têm apenas 200-250 kbit / s, o que seria insuficiente para um tamanho de tela maior. IEEE Transactions On Broadcasting, Vol. 53, No. 1, março de 2007
Na já extinta implementação dos Estados Unidos,  FLO era transmitido por uma rede de transmissores de transmissão de alta potência operando em potências irradiadas efetivas de até 50 quilowatts. Isso permitiu que uma área de cobertura de um transmissor fosse tão grande quanto 30 to 40 km (19 to 25 mi) .  A ativação de muitos desses transmissores foi atrasada devido ao fim oficial da transmissão de TV analógica no canal 55 atrasado Imediatamente após a transição, a rede FLO foi expandida para vários novos mercados e a cobertura foi aprimorada em alguns dos existentes. 
Transmissão foi um conjunto OFDM criptografado de sinais QAM enviados em um 5.55 Canal MHz de 716-722 MHz (antigo canal de TV UHF 55 ). A banda foi leiloada pela Federal Communications Commission (FCC) e conhecida como "Lower 700 MHz Bloco D ".  A Qualcomm também comprou, em leilão posterior, o uso do antigo canal de TV UHF analógico 56 (722-728 MHz) em Boston, Los Angeles, Nova York, Filadélfia e San Francisco para serviços adicionais. No entanto, é propriedade da Manifest Wireless (uma subsidiária da Dish Network 's Frontier Wireless) na maioria dos outros mercados de mídia, onde os sinais ATSC-M / H estavam no ar . Todos os transmissores enviaram o mesmo sinal e usaram a mesma frequência, formando uma rede de frequência única . Isso permitiu que a unidade móvel decodificasse o sinal de mais de um transmissor da mesma forma que faria se fosse uma versão retardada por multipercurso do mesmo transmissor.  Todas as estações usaram o indicativo WPZA237, mas cada uma tem um identificador indicando seu grupo e número. Por exemplo, uma estação no mercado de mídia metropolitana de Atlanta era ATL-006, enquanto outra era ATL-014.

## Final do serviço
No dia 21 de julho, de 2010, o CEO da Qualcomm, Paul Jacobs, disse que a empresa planejava vender seu negócio MediaFLO ou seu espectro, ou encontrar um parceiro.  A empresa previu que o custo total para lançar o serviço seria de US $ 800 milhões, incluindo os US $ 683 milhões que o San Diego Union-Tribune diz que a Qualcomm pagou pelo espectro. Na época, o serviço cobria até 68 milhões de pessoas, mas muitos analistas confirmaram que o projeto estava perdendo dinheiro.
No 5 de outubro ,de 2010, a Qualcomm sinalizou o fim do serviço FloTV, declarando que não haveria mais vendas de dispositivos aos consumidores. A Qualcomm indicou que o serviço estaria instalado e funcionando pelo menos até a primavera de 2011, mas poderia ser desativado a qualquer momento depois disso.  A empresa disse que o espectro MediaFLO poderia ser usado para revistas eletrônicas ou jornais, embora tais serviços pudessem ser oferecidos juntamente com os canais de transmissão existentes. A Qualcomm havia até mesmo procurado desenvolvedores de software para possíveis soluções.
No dia 20 de dezembro, de 2010, a AT&T anunciou que compraria as licenças FCC da Qualcomm no 700 Banda MHz e que o serviço FLO TV seria encerrado em 27 de março de 2011. A Qualcomm recebeu US $ 1,93 bilhão. Apesar de gastar US $ 132 milhões no trimestre anterior para reforçar a FLO TV, a Qualcomm ainda obteve lucro com a venda, já que originalmente pagou US $ 38 milhões pelo antigo canal 55 e US $ 558 milhões pelo antigo canal 56 